# See You Again (låt av Miley Cyrus)
"See You Again" är en sång framförd av den amerikanska sångerskan och låtskrivaren Miley Cyrus. Sången komponerades av Cyrus, Antonina Armato och Tim James och producerades av Armato och James. Singeln släpptes den 19 december 2007 av Hollywood Records som den ledande singeln från Cyrus debutalbum Meet Miley Cyrus, den andra skivan från dubbelalbumet Hannah Montana 2: Meet Miley Cyrus. Sången remixades av Rock Mafia och återutgavs i ett par länder den 11 augusti 2008 som den andra singeln från Cyrus' andra studioalbum Breakout. 
"See You Again" blev Cyrus' bästa listplacerade singel vid den tiden med en topplacering som #10 på Billboard Hot 100. Den högsta placeringen internationellt var som #4 på Canadian Hot 100. 

## Bakgrund

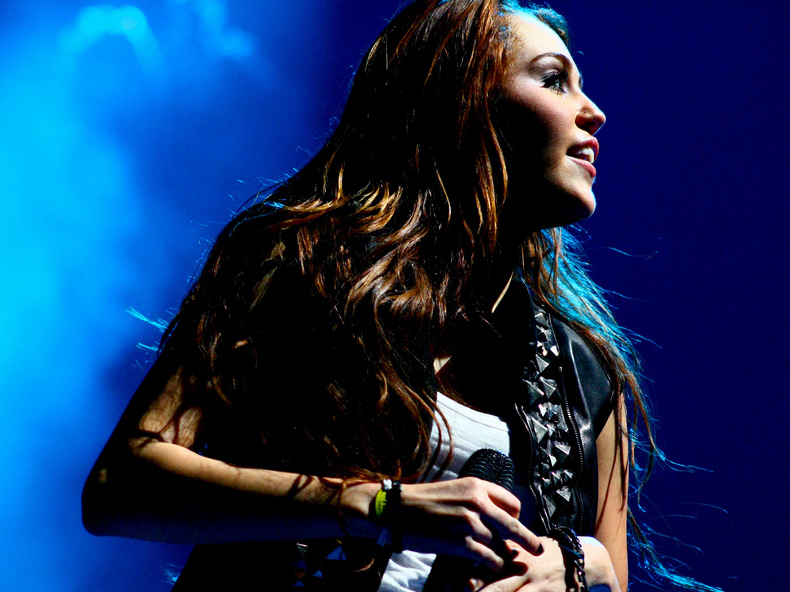
Cyrus framför "See You Again" live.

Sent under 2006 började Cyrus jobba på sitt debutalbum. Cyrus' första studioalbum Meet Miley Cyrus var knuten till seriens andra soundtrack, Hannah Montana 2 och släpptes som den andra skivan från dubbelalbumet Hannah Montana 2: Meet Miley Cyrus. "See You Again" skrevs av Cyrus, Antonina Armato och Tim James. Armato och James har skrivit och producerat flera låtar som spelats in av Cyrus och har bidragit till en stor del på alla hennes tre studioalbum.
När Cyrus skrev låtar till Meet Miley Cyrus så var hon från början mycket orolig i fråga om att tillägga "See You Again" på albumet. Cyrus sa följande från början, "Jag är inte säker på den här sången. Jag tror att jag inte vill tillägga den på albumet. Jag gillar inte den så värst mycket. Den är bara okej." Dock så blev hon övertalad att spela in den och när hon hörde slutresultatet så ändrade hon sig. Hon tyckte den var udda, men på ett positivt sätt och beslutade sig för att inkludera den i debutalbumet trots allt. "See You Again" släpptes som en CD-singel den 19 december 2007.

## Tracklista
| - CD Single / EU Digital Download 1. "See You Again" (Album Version) – 3:10 - US Maxi-CD Single 1. "See You Again" (Johnny Coppola Dance You Again Remix Edit) – 3:17 2. "See You Again" (Johnny Coppola Dance You Again Remix) – 4:01 3. "See You Again" (Mark Roberts Ultimix) – 4:27 - 2008 Remix Single / Digital Download 1. "See You Again" (2008 Remix) – 3:16 | - AUS / EU 2-Track Remix CD Single 1. "See You Again" (Rock Mafia Remix) – 3:19 2. "See You Again" (Moto Blanco Radio Edit) – 4:00 - European Remix Maxi-CD Single 1. "See You Again" (Rock Mafia Remix) – 3:19 2. "See You Again" (Moto Blanco Radio Edit) – 3:58 3. "See You Again" (Instrumental) – 3:10 |

## Topplistor och certifieringar
| Lista (2007–08)                   | Topplacering |
| --------------------------------- | ------------ |
| Australien (ARIA charts)          | 6            |
| Belgien (Vallonien)               | 43           |
| Europa (European Hot 100 Singles) | 38           |
| Irland (IRMA)                     | 13           |
| Kanada (Canadian Hot 100)         | 4            |
| Nya Zeeland (RIANZ)               | 11           |
| Slovakien (IFPI)                  | 45           |
| Storbritannien (UK Singles Chart) | 11           |
| Tjeckien (IFPI)                   | 69           |
| Tyskland (Media Control Charts)   | 52           |
| Ungern (Mahasz)                   | 7            |
| USA (Billboard Hot 100)           | 10           |
| USA (Mainstream Top 40)           | 4            |
| Österrike (Ö3 Austria Top 40)     | 30           |

| Lista (2008)                      | Placering |
| --------------------------------- | --------- |
| Australien (ARIA Charts)          | 26        |
| Kanada (Canadian Hot 100)         | 21        |
| Nya Zeeland (RIANZ)               | 43        |
| Storbritannien (UK Singles Chart) | 103       |
| USA (Billboard Hot 100)           | 31        |

| Land        | Certifiering |
| ----------- | ------------ |
| Australien  | Platina      |
| Nya Zeeland | Guld         |